# Bukovina
Bukovina (romunsko Bucovina, nemško Buchenland, poljsko Bukowina, madžarsko Bukovina, ukrajinsko Буковина, latinizirano: Bukovyna) je zgodovinska regija srednje Evrope, razdeljena med Romunijo in Ukrajino, na severnih pobočjih osrednjevzhodnih Karpatov in sosednjih planot.
Območje Moldavije je bilo v srednjem veku območje, ki je postalo znano kot Bukovina, od leta 1774 do 1918 pa tudi upravna dežela habsburške monarhije, avstrijskega cesarstva in Avstro-Ogrske. Po prvi svetovni vojni je vzpostavila nadzor nad Bukovino ozemeljsko močno razširjena Romunija, leta 1940 pa je severna polovica Bukovine pripadla Sovjetski zvezi in je danes del Ukrajine.

## Ime
Ime Bukovina se je začelo uradno uporabljati leta 1775, ko je bila pokrajina kneževine Moldavija priključena habsburški monarhiji oziroma njeni deželi Galiciji in je leta 1804 postala del Avstrijskega cesarstva, 1867 pa del Cislajtanije v okviru Avstro-Ogrske.
Uradno nemško ime pokrajine pod avstrijsko oblastjo (1775–1918), die Bukowina, je izhajalo iz poljske oblike Bukowina, ki je nastala iz skupne slovanske oblike buk, kar pomeni 'bukev' (nemško Buche). [4] [5] Drugo nemško ime za regijo, das Buchenland, se večinoma uporablja v poeziji in pomeni 'dežela bukev'. V romunščini se v literaturi in poeziji včasih uporablja ime Țara Fagilor ('dežela bukovih dreves').
V sodobni Ukrajini je ime Bukovina neuradno, bolj znana je kot Črnoviška oblast, saj sta več kot dve tretjini ozemlja te oblasti severni del Bukovine. V Romuniji je izraz Severna Bukovina včasih sinonim za celotno ozemlje Ukrajine v Črnovicah, medtem ko se (južna) Bukovina nanaša na romunsko okrožje Suceava (čeprav je 30 % ozemlje sedanje Suceave zunaj zgodovinske Bukovine).

## Zgodovina
Območje Bukovine je bilo od 14. stoletja del Moldavije. Leta 1775 je postalo samostojno okrožje, leta 1849 pa vojvodstvo v Avstrijskem cesarstvu.

### Ozadje
Moldavska država je nastala v sredini 14. stoletja, sčasoma pa je razširila svoje ozemlje vse do Črnega morja. Bukovina in sosednje regije so bile jedro moldavske kneževine, mesto Suceava pa je bilo njeno glavno mesto od leta 1388 (po Baiji in Siretu). Ime Moldavije (Moldova v romunščini) izhaja od reke Moldova, ki teče skozi Bukovino.
V 15. stoletju se je zaradi Pokutje, regije na severu, vnel spor med kneževino Moldavijo in poljskim kraljestvom. Naselili so jo Ruteni (predhodniki sodobnih Ukrajincev in Rusinov) in Huculi; slednji prebivajo tudi v zahodni Bukovini. Leta 1497 je v bitki v Kozminskem gozdu (hriboviti gozdovi, ki ločujejo dolini Črnovice in Siret), Štefanu Velikemu uspelo premagati veliko močnejšo, vendar demoralizirano vojsko poljskega kralja Jana I. Alberta. Bitka je v poljski kulturi znana kot »bitka, ko so vitezi propadli«.
V tem času so pod pokroviteljstvom Štefana Velikega in njegovih naslednikov na prestolu Moldavije prispevali za  gradnjo znanih poslikanih samostanov, Sucevița, Pătrăuți, Humor, Voroneț, Arbore,  Moldovița, Probota,  Suceava in drugih. S svojimi znanimi zunanjimi freskami so ti samostani med največjimi kulturnimi zakladi Romunije. Nekateri so na seznamu Unescove svetovne dediščine, del teh cerkev je v severni Moldaviji. Štefan je v Bukovini naselil tudi prve Rutene z upanjem, da bo imel zvesto in številnejše prebivalstvo, ki bo prispevalo k davkom. V Suceavi sta bila v 16. stoletju dva odstotka prebivalstva (tj. približno 500 do 1000 prebivalcev) Rutenov. 
Leta 1513 je Moldavija začela plačevati letni davek Osmanskemu cesarstvu, vendar je ostala avtonomna in jo je vodil tudi domači vojvoda/princ.
Maja 1600 je Mihael Hrabri združil dve romunski kneževini in Transilvanijo.
V kratkih obdobjih (med vojnami) je poljsko kraljestvo zasedlo dele severne Moldavije. Vendar pa je bila stara meja ponovno vzpostavljena vsakič, kot je na primer 14. oktobra 1703 poljski delegat Martin Chometowski priznal: »Med nami in Vlaško (tj. Moldavijo) je Bog sam postavil Dnester kot mejo« (Inter nos et Valachiam ipse Deus flumine Tyras dislimitavit).
V rusko-turški vojni leta od leta 1768 do 1774 je ruska cesarska vojska porazila osmansko, ki je zasedla regijo med 15. decembrom 1769 in septembrom 1774 ter še prej med 14. septembrom in oktobrom 1769. Bukovina je bila nagrada, ki so jo dobili Habsburžani za pomoč Rusom v tej vojni. Moldavski princ Grigore III. Ghica je protestiral in je bil pripravljen ukrepati, da bi pridobil ozemlje, vendar je bil umorjen in Osmani so v Moldaviji ustoličili grške fanariote.

### Avstrijsko cesarstvo
Avstrijsko cesarstvo je zasedlo Bukovino oktobra 1774. Po prvi razdelitvi Poljske leta 1772 so Avstrijci trdili, da jo potrebujejo za cesto med Galicijo in Transilvanijo. Bukovina je bila uradno priključena januarja 1775. 2. julija 1776 so v Palamutki Avstrijci in Osmani podpisali mejno konvencijo, ki je Avstriji vrnila 59 prej zasedenih vasi in ohranila 278 vasi.
Bukovina je bila zaprto vojaško okrožje (1775–1786), nato največje okrožje Kreis Czernowitz (po prestolnici Črnovice/Černovice/Černivci/Černovci) avstrijske konstitutivne kraljevine Galicije in Lodomerije (1787–1849). 4. 4. 1849 je Bukovina postala ločena avstrijska Kronland pod deželnim predsednikom (ne županom?/deželnim glavarjem kot v drugih deželah) in je bila razglašena za Herzogtum Bukowina (nominalno vojvodina kot del uradnega Avstrijskega cesarstva). Leta 1860 je bila spet združena z Galicijo, vendar se je ponovno ločila kot provinca 26. februarja 1861, kar je trajalo do leta 1918. 
Leta 1849 je Bukovina dobila predstavniško skupščino, Landtag (deželni zbor). Moldavsko plemstvo je na tem ozemlju tradicionalno oblikovalo vladajoči razred. Leta 1867 je z reorganizacijo avstrijskega cesarstva kot avstro-ogrskega cesarstva postala del cislajtanijskega ali avstrijskega ozemlja Avstro-Ogrske, kar je ostala do leta 1918.

#### Pozno 19.–20. stoletje
Jubileji leta 1871 in 1904 v samostanu Putna v bližini grobnice Štefana III. so v Bukovini pomenili izjemne trenutke za romunsko narodno identiteto. Od osamosvojitve je Romunija predvidela vključitev te zgodovinske pokrajine, ki je kot jedro moldavske kneževine imela velik zgodovinski pomen za zgodovino in številne pomembne spomenike umetnosti in arhitekture .
Kljub pritoku priseljencev, ki jih je spodbujala avstrijska vladavina, so do leta 1880 Romi še naprej ostali največja etnična skupina v provinci, Ruteni (Ukrajinci) so presegli Romune v razmerju 5 : 4. Po popisu leta 1880 je bilo 239.690 Rutenov in Huculov ali približno 41,5 % prebivalstva v regiji, medtem ko so bili Romuni drugi s 190.005 prebivalci ali 33 %, razmerje, ki je ostalo bolj ali manj enako do prve svetovne vojne. Ruteni je arhaično ime za Ukrajince, medtem ko so Huculi regionalna ukrajinska podskupina.
Pod avstrijsko vladavino je Bukovina ostala etnično mešana: pretežno romunska na jugu, ukrajinska na severu, z majhnim številom madžarskih Seklerjev, slovaških in poljskih kmetov ter Nemcev, Poljakov in Judov v mestih. Po popisu leta 1910 je imela 800.198 prebivalcev, od tega: 38,88 % Rutenov, 34,8 % Romunov, 21,24 % Nemcev, 21,24 % Judov (12,86 %), Poljakov 4,55 %, Madžarov 1,31 %, Slovakov 0,08 %, Slovencev 0,02 %, Italijanov 0,02 %, malo Hrvatov, Romov, Srbov in Turkov. Romuni so bili še vedno v vseh naseljih v regiji, vendar se je njihovo število zmanjšalo v vaseh na severu. Veliko Nemcev in nekaj Romunov se je izselilo v 19. in 20. stoletju v Severno Ameriko. 
Leta 1783 je bila z imperialnim odlokom Jožefa II. lokalna vzhodna pravoslavna eparhija Bukovina s sedežem v Črnovicah pod duhovno pristojnostjo Karlovške metropolije . Nekoliko trenja se je pojavilo med cerkveno hierarhijo in Romuni, ki so se pritoževali, da je romanski jezik dajal prednost starocerkveni slovanščini in da so bila družinska imena slavizirana. Kljub romunsko-slovanskim trenjem nad vplivom v lokalni hierarhiji cerkve ni bilo romunsko-ukrajinske me etnične napetosti, obe kulturi pa sta se razvili v izobraževalnem in javnem življenju. Po vzponu romunskega nacionalizma leta 1848 so habsburške oblasti podelile dodatne pravice Ukrajincem, da bi zmanjšale romunske želje po neodvisnosti . Konec 19. stoletja je razvoj ukrajinske kulture v Bukovini presegel Galicijo in preostalo Ukrajino z mrežo ukrajinskih izobraževalnih ustanov.
Leta 1873 je vzhodni pravoslavni škof iz Črnovic, ki je bil od leta 1783 pod duhovno pristojnostjo karlovškega metropolita, povišan v nadškofa, ko je nastala nova metropolija Bukovina in Dalmacija. Novi nadškof iz Črnovic je pridobil vrhovno pristojnost nad srbsko eparhijo Dalmacijo in Kotor, ki sta bili (do takrat) pod pristojnostjo Karlovca.
V začetku 20. stoletja je skupina znanstvenikov, ki so se ukvarjali z avstrijskim nadvojvodom Francem Ferdinandom, ustvarila načrt (ki se nikoli ni zgodil) Združenih držav velike Avstrije. Poseben predlog je bil objavljen v knjigi Aurela C. Popoviča Združene države Velike Avstrije, Leipzig, 1906. Po njegovem mnenju bi večina Bukovine (vključno s Črnovicami) s Transilvanijo, Romunijo, severozahodnim delom (okrožja Zastavna, Kozman, Waschkoutz, Wiznitz, Gura Putilei in Seletin) z večjim delom Galicije postala ukrajinska država, obe v federaciji s 13 drugimi državami pod avstrijsko krono. 

### Kraljevina Romunija
V prvi svetovni vojni so se v Bukovini borile avstro-ogrska vojska, vojski Nemčije in Rusije, leta 1917 je bila ruska vojska izgnana.
Z razpadom Avstro-Ogrske leta 1918 sta lokalni romunski narodni svet in ukrajinski narodni svet s sedežem v Galiciji zahtevala regijo. Ustanovna skupščina je 14. in 27. oktobra 1918 ustanovila izvršni odbor, ki mu je oblast prinesel avstrijski guverner province. Po uradni zahtevi Iancuja Flondorja so je romunska vojska hitro premaknila in prevzela ozemlje kljub ukrajinskemu protestu. Čeprav so lokalni Ukrajinci poskušali vključiti dele severne Bukovine v kratkotrajno Zahodno ukrajinsko ljudsko republiko, so to preprečili poljski in romunski vojaki.
Romunski svet je pod zaščito romunskih vojakov 15. in 28. novembra 1918 pozval h generalnemu kongresu v Bukovini, na katerem je bilo zastopanih 74 Romunov, 13 Rutenov, 7 Nemcev in 6 Poljakov (to je jezikovna sestava, Judje niso bili zapisani kot ločena skupina).
Kongres je za predsednika izvolil romunskega Bukovinčana Ianca Flondorja in glasovali so za združitev s Kraljevino Romunijo ob podpori predstavnikov Romunije, Nemčije in Poljske; Ukrajinci je niso podprli. Navedeni razlogi so bili, da je bila Bukovina do prevzema Habsburžanov leta 1775 srce kneževine Moldavije, v kateri so vojvodska grobišča (gropnițele domnești) in vlada pravica do samoopredelitve (dreptul de liberă hotărâre de sine). Romunski nadzor nad pokrajino je bil leta 1919 mednarodno priznan s senžermensko pogodbo.
V medkulturnem obdobju so romunske oblasti nadzorovale program romunizacije, katerega cilj je bila asimilacijska politika ukrajinskega prebivalstva v regiji. Romunski jezik je bil uveden na etnične manjšinske šole leta 1923, do leta 1926 pa so bile zaprte vse javne ukrajinske šole v Bukovini (zasebne šole so še vedno).
V desetletju po letu 1928, ko je Romunija poskušala izboljšati svoje odnose s Sovjetsko zvezo, je ukrajinska kultura dobila nekaj omejenih sredstev za ponoven razvoj, čeprav se je to močno spremenilo leta 1938. 

### Druga svetovna vojna
Po paktu Ribbentrop-Molotov je sovjetski ultimat junija 1940 od Romunije zahteval severni del Bukovine, regije, ki meji na Galicijo (slednjo je Sovjetska zveza leta 1939 priključila Poljski). Sovjetsko povpraševanje po Bukovini je presenetilo nacistično Nemčijo, čeprav uradno ni nasprotovala. V prvem sovjetskem ultimatu, naslovljenem na romunsko vlado, je bila delno ukrajinsko naseljena severna Bukovina "zahtevana" kot manjša "odškodnina za veliko izgubo, ki sta jo doživeli Sovjetska zveza in Besarabija z 22-letno romunsko prevlado nad Besarabijo. 28. junija 1940 je romunska vlada evakuirala severno Bukovino, Rdeča armada pa se je preselila, ko je nova sovjetsko-romunska meja nastala manj kot 20 kilometrov severno od samostana Putna.
Leta 1940 je Črnoviška oblast (od tega Severna Bukovina) imela približno 805.000 prebivalcev, od tega je bilo 47,5 % Ukrajincev in 28,3 % Romunov, pri čemer so ostali Nemci, Judje, Poljaki, Madžari in Rusi. Močna ukrajinska prisotnost je bila uradna spodbuda za vključitev te regije v Ukrajinsko  in ne v novo nastalo Moldavsko SSR. Ali bi bila regija vključena v Moldavsko sovjetsko socialistično republiko, če bi komisijo, ki je predsedovala delitvi, vodil nekdo drug kot ukrajinski komunistični voditelj Nikita Hruščov, se še vedno razpravlja. Pravzaprav so bila nekatera ozemlja z večinoma romunskim prebivalstvom (npr. regija Hertza) dodeljena Ukrajinski SSR.
Po obnovi sovjetske vladavine so po ukazu NKVD (Ljudski komisariat za notranje zadeve) v tem obdobju na tisoče lokalnih družin pregnali v Sibirijo, pri čemer je bilo v dokumentu z 2. avgusta 1940 o deportaciji razvidno, da je bilo teh ljudi 12.191 (od vseh prej romunskih regij, vključenih v Ukrajinsko SSR), medtem ko je bilo v dokumentu iz decembra 1940 navedenih 2057 oseb, ki so jih deportirali v Sibirijo. 13. junija 1941 je bilo v Sibirijo in Kazahstan izgnanih okoli 13.000 ljudi. Večina so bili lokalni Romuni, nekaj pa je bilo predstavnikov drugih etničnih skupin.
Do konvencije o repatriaciji 15. aprila 1941 so vojaki NVKD ubili na stotine romunskih kmetov iz severne Bukovine, ko so poskušali prestopiti mejo z Romunijo, da bi pobegnili pred sovjetskimi oblastmi. Vrhunec je bil 1. aprila 1941 s pokolom v kraju Fântâna Albă.
Skoraj celotno nemško prebivalstvo v severni Bukovini je bilo prisiljeno, da se je v letih 1940 in 1941 preselilo v dele Poljske, ki jih je tedaj zasedla nacistična Nemčija, med 15. septembrom 1940 in 15. novembrom 1940, potem ko je to območje zasedla Sovjetska zveza. Približno 45.000 etničnih Nemcev je severno Bukovino zapustilo do novembra 1940.
Med napadom sil osi na Sovjetsko zvezo leta 1941 je med junijem in julijem 1941 romunska vojska ponovno pridobila severno Bukovino, Hertze in Besarabijo.
Vdor osi v severno Bukovino je bil katastrofalen za judovsko prebivalstvo, saj so jih nacistični vojaki takoj začeli pobijati. Preživeli Judje so bili prisiljeni živeti v getu in  čakati na izgon v delovne tabore v Pridnestrju, kamor jih je do leta 1941 odšlo 57.000. Približno polovica celotnega judovskega prebivalstva je izginila. Po vojni in vrnitvi Sovjetov je večina preživelih Judov iz severne Bukovine pobegnila v Romunijo (in kasneje v Izrael). 

### Po vojni
Leta 1944 je Rdeča armada pregnala sile osi in ponovno vzpostavila sovjetski nadzor nad ozemljem. Romunija je bila prisiljena uradno odstopiti severni del Bukovine  ZSSR s pariško mirovno pogodbo iz leta 1947. Ozemlje je postalo del Ukrajinske SSR kot Črnoviška oblast. Po vojni je sovjetska vlada deportirala ali ubila približno 41.000 Romunov. Zaradi umorov in množičnih deportacij so bile zapuščene celotne vasi, večinoma naseljene z Romuni (Albovat, Frunza, I.G.Duca, Buci – popolnoma izbrisana, Prisaca, Tanteni in Vicov v veliki meri). Moški so bili vpoklicani v Sovjetsko armado. To pa jih ni obvarovalo, da jih ne bi aretirali in deportirali, ker so bili »antisovjetski elementi«.
Partizanske skupine (ki so jih sestavljali Romuni in Ukrajinci) so se v gozdu okoli Črnovice, Crasna in Codrii Cosminului borile proti Sovjetom. V Crasni (v nekdanjem okrožju Storozhynets) so vaščani napadli sovjetske vojake, a je to povzročilo veliko umrlih in ranjenih med vaščani, ki niso imeli strelnega orožja.
Spomladi leta 1945 se je veliko Poljakov (prostovoljno ali prisilno) odločili za odhod. Med marcem 1945 in julijem 1946 je 10.490 prebivalcev zapustilo severno Bukovino in odšlo na Poljsko, od tega 8140 Poljakov, 2041 Judov in 309 drugih narodnosti.
Na splošno se je med letoma 1930 (zadnji romunski popis) in 1959 (prvi sovjetski popis) prebivalstvo severne Bukovine zmanjšalo za 31.521 ljudi. Po uradnih podatkih iz teh dveh popisov se je romunsko prebivalstvo zmanjšalo za 75.752, judovsko prebivalstvo pa za 46.632, medtem ko sta se ukrajinsko in rusko povečali za 135.161 oziroma 4322.
Po letu 1944 so bile ločene človeške in gospodarske povezave med severnim (sovjetskim) in južnim (romunskim) delom Bukovine. Medtem ko je bil severni del jedro ukrajinskega območja Črnovic, se je južni del tesno povezal z drugimi romunskimi zgodovinskimi regijami.
V Romuniji je 28. november praznik dan Bukovine. 

## Geografija
Bukovina ima površino 10.442 km². Območje romunske (ali južne) Bukovine leži v severovzhodni Romuniji in je del okrožja Suceava (poleg treh krajev v okrožju Botoșani), medtem ko je ukrajinska (ali severna) Bukovina v zahodni Ukrajini in je del Črnoviške oblasti.
Pokrajina meji na jugozahod Karpatov. Prehod v Transilvanijo je prelaz Tihuța, prej znan kot prelaz Borgo. Reki Siret in Moldova izvirata v Karpatih. Po Moldovi se imenujeta pokrajina in kneževina. Na severu se dežela spremeni v planoto in doseže Dnester. Reka Prut, vzhodna mejna Romunije, tudi teče skozi Bukovino.
Podnebje države je znano kot »zdravo, vendar grobo«, povprečna letna temperatura v Črnovicah je 8,3 °C, v višjih delih 5,6 °C, povprečne letne količine padavin so 580 mm. 

### Zgodovinsko prebivalstvo
Po avstrijskem popisu leta 1775 je imela celotna pokrajina 86.000 prebivalcev (to je bilo 56 vasi, ki so bile  kasneje vrnjene Moldaviji). Popisani so bili  socialni status in nekatere narodne verske skupine (Judje, Armenci, Romi, nemški kolonisti). Leta 1919 je I. Nistor trdil, da so Romuni leta 1774 predstavljali veliko večino, približno 64.000 prebivalstva (85 %), medtem je bilo približno 8000 (10 %) Rusov/Ukrajincev in 3000 (4 %) drugih etničnih skupin. Po drugi strani je analiza ruskega popisa prebivalstva Moldavije leta 1774 potrdila število 68.700 prebivalcev, od tega 40.920 (59,6 %) Romunov, 22.810 (33,2 %) Rutenov in Huculov ter 7,2 % Judov, Romov in Armencev.
Na podlagi navedene ocene za 1774 in kasnejših uradnih popisov se je etnična sestava Bukovine spremenila v letih po 1775, ko je Avstrijsko cesarstvo zasedalo regijo. Prebivalstvo Bukovine se je stalno povečevalo, predvsem s priseljevanjem, ki so ga avstrijske oblasti spodbujale za razvoj gospodarstva. H. F. Müller govori o prebivalstvu leta 1840, ki se je uporabljalo za vojaške potrebe, kot o 339.669. Po Alecu Hurmuzakiju je bilo do leta 1848 55 % prebivalstva Romunov. Istočasno se je ukrajinsko prebivalstvo povečalo na 108.907, judovsko prebivalstvo pa se je s 526 leta 1774 povečalo na 18.648 leta 1848.
V 19. stoletju je politika avstrijskega cesarstva spodbudila pritok številnih priseljencev, kot so Nemci, Poljaki, Judi, Madžari in Ukrajinci (v tistem času imenovani Ruteni) iz Galicije, pa tudi Romuni iz Transilvanije [36]. Uradni popisi v Avstrijskem cesarstvu (pozneje Avstro-Ogrski) niso imeli jezikovnih podatkov do leta 1850, 1851. Popisi iz leta 1857 in 1869 se niso ukvarjali z etničnimi ali jezikovnimi vprašanji.
Avstrijski popis 1850/51, ki je prvič zbiral podatke o govorjenih jezikih, kaže 48,50 % Romunov in 38,07 % Ukrajincev. Naslednji avstrijski popisi med letoma 1880 in 1910 kažejo, da se je romunsko prebivalstvo stabiliziralo okrog 33 %, ukrajinsko prebivalstvo pa okrog 40 %.
Po romunskem popisu leta 1930 je imela Bukovina 853.009 prebivalcev. Romuni so sestavljali 44,5 % prebivalstva,  27,7 % pa Ukrajinci/Ruteni (in 1,5 % Huculi), 10,8 % Judje, 8,9 % Nemci, 3,6 % Poljaki in 3,0 % drugi ali neprijavljeni.

### Trenutno prebivalstvo
Sedanja demografska sestava v Bukovini komaj spominja na preteklo. V severni (ukrajinski) in južni (romunski) prevladuje ukrajinska ali romunska večina, zastopanje drugih etničnih skupin se je precej zmanjšalo.
V skladu z ukrajinskim popisom (2001) [46] Ukrajinci predstavljajo približno 75 % (689.100) prebivalstva Črnoviške oblasti, kar je najbližje, čeprav ne natančno približevanje ozemlja zgodovinske severne Bukovine. Popis je tudi ugotovil padec romunskega in moldavskega prebivalstva na 12,5 % (114.600) in na 7,3 % (67.200). Rusi so naslednja največja etnična skupina s 4,1 %, Poljaki, Belorusi in Judje pa 7 1,2 %. Jeziki prebivalstva kažejo etnično sestavo, pri čemer več kot 90  % v vsaki večji etnični skupini razglasi svoj nacionalni jezik kot materni jezik (ukrajinski, romunski in ruski).
Ker so bili Romuni in Moldavci predstavljeni kot ločeni kategoriji v popisu, se je romunska skupnost Ukrajine – medregionalna unija pritožila, češ da je stara sovjetska praksa povzročila, da je romunsko prebivalstvo razdeljeno na Romune in Moldavce.
Jugovzhodna ali romunska Bukovina ima precejšnjo romunsko večino (94,8 %), največja manjšina so Romi (1,9 %) in Ukrajinci, ki predstavljajo 0,9 % prebivalstva (popis 2011). Druge manjše etnične skupine so Lipovci, Poljaki (Cacici, Mănăstirea Humorului, Mușenița, Moara in Păltinoasa), zipserski Nemci (Cârlibaba in Iacobena) in Slovaki.

### Urbano območje
- Suceava
- Rădăuți
- Siret
- Vatra Dornei
- Gura Humorului
- Câmpulung Moldovenesc
- Storojineț
- Črnovice

### Podeželje
- Vrh Pietrosul Bistriței, pogorje Bistrița (1791 m)
- Zuma v regiji Dorna, južna Bukovina
- Del Karpatov blizu Ciocăneștija
- Pokrajina blizu Dorna-Arini
- Polja okoli mesta Suceava
- Samostan Putna
- Samostan Humor
- Cârlibaba
- Travniki v Panaci

## Druga literatura
- Jews of Bukovina on the Eve of the War (PDF). Secaucus, NJ: Miriam Weiner Routes to Roots Foundation. 1999. ISBN 978-0-965-65080-9 – via Adapted by Dorcas Gelabert and Stephen Freeman.